# Hope Davis
Hope Davis (Englewood, Nueva Jersey, 23 de marzo de 1964) es una actriz estadounidense. Ha protagonizado películas como A propósito de Schmidt (2002) y American Splendor (2003). Por su papel en la producción original de Broadway de God of Carnage en 2009, recibió una nominación al premio Tony a la Mejor Actriz en una Obra. También ha recibido dos nominaciones al premio Emmy, por sus papeles televisivos en 2009 en la serie In Treatment y en la película La relación especial. En 2016, apareció en la película de Marvel Cinematic Universe Capitán América: Civil War como la madre de Tony Stark, Maria Stark.

## Vida privada
Davis, la segunda de tres hermanos, nació en Englewood, Nueva Jersey, hija de Joan, una bibliotecaria, y William Davis, un ingeniero. Ha descrito a su madre como una "gran narradora de cuentos" que la llevaba a ella y a sus hermanos a museos o "algo cultural" cada domingo después de la iglesia. En 1982 se graduó en la secundaria pública de Tenafly, Nueva Jersey, y de niña fue amiga de Mira Sorvino, con quien escribió y actuó en obras amateur.
Está casada con el actor Jon Patrick Walker. Tienen dos hijas, Georgia (nacida el 31 de agosto de 2002) y Mae (nacida el 30 de diciembre de 2004).

## Carrera

### Cine
Davis consiguió un título en ciencia cognitiva en la Universidad de Vassar, pero luego hizo su debut como actriz dramática en Línea mortal (1991), donde interpretó a la prometida del personaje de William Baldwin. Más tarde se destacó en películas independientes como The Daytrippers (1995) y Next Stop Wonderland (1998). Estas la catapultaron al cine de Hollywood, a películas como Arlington Road (1999) y A propósito de Schmidt (2002). En el año 2003 protagonizó junto a Paul Giamatti la adaptación al cine del cómic de Harvey Pekar American Splendor, interpretando a la esposa de Pekar. Por su desempeño en dicho papel, Davis ganó el premio New York Film Critics Circle y fue nominada al Globo de Oro como mejor actriz de reparto. En 2009, fue elegida para interpretar a Hillary Clinton en la película de BBC/HBO La relación especial, estrenada en 2010. Ha recibido una nominación para el premio Emmy a la mejor actriz principal (miniserie o película) por su interpretación de Clinton. En 2015, Marvel se le acercó para interpretar a Maria Stark, madre de Tony Stark en Capitán América: Civil War.

### Teatro
Su primer papel importante en el teatro fue en la obra Speed the Plow, de David Mamet, dirigida por Joel Schumacher (su director en Flatliners) y protagonizada junto a William Petersen en el Teatro Remains de Chicago en 1992. Más tarde protagonizaría Ivánov, en 1997, Spinning Into Butter en el año 2000 y Hope Leaves the Theater en 2005, escrita y dirigida por Charlie Kaufman. Esta producción, una pieza únicamente auditiva, fue estrenada en Brooklyn, y el título hace referencia al personaje de Davis "abandonando el teatro". Volvió a los escenarios en 2009, en la obra de Broadway God of Carnage, junto a Marcia Gay Harden, James Gandolfini y Jeff Daniels; por este papel Davis fue nominada el Premio Tony como mejor actriz.

### Televisión
Durante el 2009 formó parte del reparto de la segunda temporada de la serie dramática de HBO In Treatment, protagonizada por Gabriel Byrne. Davis interpreta a Mia, una exitosa abogada que vuelve a terapia después de veinte años de ausencia debido a la falta de estabilidad de su vida personal.
En 2001 formó parte del reparto de la serie Deadline, de la NBC, interpretando a la exesposa del personaje de Oliver Platt.
Entre 2012 y 2013 formó parte del reparto de la serie The Newsroom interpretando a Nina Howard, una columnista de TMI que contribuye a mancillar el buen nombre del periodismo fomentando el cotilleo y la desinformación, elaborando artículos que ella denomina "de demolición".
En 2020 interpretó a Claudia ,la madre de Darby (Anna Kendrick) en la serie de HBO Max Love Life.

## Filmografía

### Cine y televisión
- Flatliners (1990)
- Home Alone (1990)
- Kiss of Death (1995)
- The Daytrippers (1996)
- Mr. Wrong (1996)
- The Myth of Fingerprints (1997)
- The Impostors (1998)
- Next Stop Wonderland (1998)
- Arlington Road (1999)
- Mumford (1999)
- Joe Gould's Secret (2000)
- Final (2001)
- Hearts in Atlantis (2001)
- Deadline (2001) (serie)
- About Schmidt (2002)
- The Secret Lives of Dentists (2003)
- American Splendor (2003)
- El hombre del tiempo (2005)
- The Matador (2005)
- Duma (2005)
- Proof (2005)
- Infamous (2006)
- Seis grados (2006) (serie)
- The Hoax (2007)
- The Nines (2007)
- Charlie Bartlett (2007)
- Synecdoche, New York (2008)
- Génova (2008)
- The Lodger (2009)
- In Treatment (2009) (serie)
- The Special Relationship (2010)
- Real Steel (2011)
- The Newsroom (2012-2013) (serie)
- Wild Card (2015)
- Allegiance (2015)
- Wayward Pines (2015)
- Capitán América: Civil War (2016)
- For the People  (2018)
- Love Life  (2020)
- Greenland (2020)
- Your Honor (miniserie) (2020)
- Asteroid City (2023)[6]